# 99 Dike
99 Dike је астероид главног астероидног појаса. Приближан пречник астероида је 69,04 km, 
а средња удаљеност астероида од Сунца износи 2,663 астрономских јединица (АЈ). 
Инклинација (нагиб) орбите у односу на раван еклиптике је 13,853 степени, а орбитални период износи 1587,566 дана (4,346 године). Ексцентрицитет орбите астероида износи 0,197. 
Апсолутна магнитуда астероида износи 9,43 а геометријски албедо 0,062.
Астероид је откривен 28. маја 1868. године.